# Phytodietus ericeti
Phytodietus ericeti är en stekelart som beskrevs av Per Abraham Roman 1938. Phytodietus ericeti ingår i släktet Phytodietus och familjen brokparasitsteklar. Inga underarter finns listade i Catalogue of Life.